# Пунсалмаагийн Очирбат
Пунсалмааги́йн Очирба́т (монг. Пунсалмаагийн Очирбат?, ᠫᠦᠩᠰᠠᠯᠮ᠎ᠠ ᠶᠢᠨ 
ᠸᠴᠢᠷᠪᠠᠲᠤ?; 23 января 1942, Завханский аймак, Монгольская Народная Республика — 17 января 2025, Улан-Батор) — монгольский государственный и политический деятель, 1-й президент Монголии.

## Карьера до президентства
Родился в семье арата. Выпускник Ленинградского Горного института. С 1975 года кандидат технических наук. Работал инженером-эксплуатационником, в 1967—1972 годах — главный инженер на угольном разрезе Шарынгол. С 1972 года заместитель министра топливно-энергетической промышленности и геологии, с 1976 года — министр. С 1985 года председатель Комитета внешнеэкономических связей МНР (позже Комитет по внешнеэкономическим связям и снабжению МНР).

## Президентство
21 марта 1990 года в ходе движения за демократизацию Монголии был избран председателем Великого народного хурала и главой государства. 3 сентября 1990 года избран на заседании парламента первым президентом Монголии при поддержке почти всех политических сил.
В 1993 году всенародно переизбран на второй срок при необычных обстоятельствах. Несмотря на его личную высокую популярность, правящая партия МНРП выдвинула кандидатом на выборах редактора партийной газеты «Унэн» Л. Тудэва. Воспользовавшись этим, две крупнейших оппозиционных партии выдвинули кандидатом Очирбата, и тот вновь победил, получив около 57 % голосов.

## Последующие годы
Его полномочия истекли 20 июня 1997 года (Очирбат занял второе место на президентских выборах этого года, получив 29 % голосов). После ухода с поста ушёл и из политики, основав некоммерческий, неправительственный «Фонд Очирбата», занятый программами по сокращению бедности, экологических и образовательных программах. В 2000 году он стал директором Центра экологии и устойчивого развития Университета науки и технологии. В 2005 году был назначен членом Конституционного суда Монголии и переназначен на эту должность в 2010 году.
Скончался 17 января 2025 года в Улан-Баторе в возрасте 82 лет.

## Награды
- Орден Чингисхана (2005).
- Орден Полярной звезды.